# Вратиће се роде
Вратиће се роде је српска телевизијска серија, снимљена у копродукцији „Кобрафилма“, „Адреналина“ и телевизије „Б92“, 2007. године. Сценарио су написали Никола Пејаковић и Ранко Божић, а режирао је Горан Гајић. Серија има 25 епизода у трајању од по 45 минута, које су премијерно емитоване у периоду од 9. новембра 2007. до 6. јуна 2008. године. Прва епизода траје пола сата дуже, док завршна 25. епизода траје као две. У односу на дотадашње српске серије, другачија је по обиму, броју глумаца и техници снимања.
Серија је снимана на локацијама у Београду и у банатском селу Баранда.
Продуценти серије су Драган Бјелогрлић, Горан Бјелогрлић, Анета Ивановић и Светлана Дрињаковић.
Премијеру је гледало 2,6 милиона гледалаца у Србији.
Због велике популарности серије као наставак 2009. сниман је телевизијски филм Роде у магли.

## Емитовање
Серија се у Србији емитовала на телевизији „Б92“ сваког петка од 21:00 часова. Емитовање завршне 25 епизоде је било 6. јуна 2008. У Хрватској је емитовано на ТВ Нова, у БиХ на РТРС и ФТВ, а у Македонији на А1 телевизији.
У телевизијској сезони 2013/2014, ова серија, је у скраћеној верзији од 23 епизоде репризирана на Радио-телевизији Србије, суботом од 20:05 на РТС 1.

## Продукција
Према одјавној шпици, у производњи серије се користи систем снимања и мастеризовања Сони CineAlta HDCAM који омогућава снимање у високој дефиницији (енгл. High-definition).

## Радња
Протагониста ове приче је Предраг Швабић (Никола Ђуричко), младић чија мајка (Мирјана Карановић) наслеђује кућу са имањем у банатском селу Баранда (чија је пазитељка Мира Бањац), од свог правог оца. Шваба у имању види излаз из дуга који он и Ексер (Драган Бјелогрлић) имају према шанеру и бизнисмену Душку Кртоли, познатијем као Дуле Пацов (Срђан Тодоровић). Дуле има план да Баранду осавремени, од породичне куће прави кафану и куплерај, за собом довлачи низ контроверзних бизнисмена што код неких мештана изазива отпор. Паралелно са том, у породици Вулин одиграва се прича о пропадању српског села: ћерке сите земље и жељне престоничких станова, заведене стричевим слатким речима, доћи ће у сукоб са оцем што ће резултирати трагичан крај по једног члана те породице. Амбијент употпуњује Дезидер Инxоф, фолксдојчер; сеоска луда, Рака (Радослав Миленковић), који живи са две жене; као и сеоски хроничар Миленко Милетин (Бранимир Брстина) који се нада доласку рода иако их у Баранди одавно нема. Долазак рода најавиће и долазак Јагоде (Мира Фурлан), Миленкове жене на чији гроб дуго одлази.
На крају серије ништа неће бити исто као на њеном почетку. У срца људи у кутку света коме припадају сви јунаци ове приче, вратиће се нада и љубав једних према другима. У Баранду ће се вратити и роде, птице познате по својој верности и оданости својој врсти и свом пребивалишту. А где су роде, ту је добро, каже Миленко (Бранимир Брстина), који представља моралну вертикалу серије.
Међусобна нереална очекивања, сукоб менталитета београдских мангупа и префриганих сељана, извор су многобројних комичних заплета. С друге стране, свако од ликова са собом носи своју биографију, своју личну драму и истину, које ће се, као и у свакој доброј причи, наћи на искушењу у згуснутој драмској ситуацији коју ћемо гледати током трајања серијала.

## Улоге
Списак глумаца и улога
| Глумац                 | Улога                                          |
| ---------------------- | ---------------------------------------------- |
| Никола Ђуричко         | Предраг Швабић, Шваба                          |
| Драган Бјелогрлић      | Александар Вранцов, Ексер                      |
| Срђан Тодоровић        | Душко Кртола, Дуле Пацов                       |
| Мирјана Карановић      | Радмила Швабић, Швабина мајка                  |
| Борис Комненић         | Родољуб Швабић, Швабин отац                    |
| Мира Бањац             | Ружица Синђелић, Бака Ружа                     |
| Бранимир Брстина       | Миленко Милетин                                |
| Горан Радаковић        | Крунослав Мишић, „Крља“                        |
| Љубомир Бандовић       | Завиша Антић, „Ајнштајн“ - Аки, Дулетов горила |
| Бојан Димитријевић     | Иван Панчић, Пикац, наркоман                   |
| Нада Шаргин            | Марина Јовановић, Швабина девојка              |
| Никола Којо            | Батрић, председник општине                     |
| Вања Милачић           | Миланка, Батрићева секретарица                 |
| Миодраг Радовановић    | Дезидер Инхоф, „Деша“                          |
| Радослав Миленковић    | Ратко, „Рака“                                  |
| Весна Тривалић         | Душанка, Ракина жена                           |
| Александра Јанковић    | Јадранка, Ракина вереница                      |
| Драган Петровић        | отац Милорад Караклајић, фудбалски тренер      |
| Велимир Животић        | Трифун Анастасијевић                           |
| Војин Ћетковић         | Вражалић                                       |
| Дарко Томовић          | Столовић                                       |
| Бранислав Лечић        | Петар „Пера“ Вулин                             |
| Новак Билбија          | Боривоје „Бора“ Вулин                          |
| Гордана Ђурђевић-Димић | Ангелина Вулин                                 |
| Сања Радишић           | Надица Вулин                                   |
| Марина Воденичар       | Славица Вулин                                  |
| Миодраг Кривокапић     | Сима                                           |
| Соња Савић             | Даринка, Симина жена                           |
| Саша Петровић          | Босанац, фотограф                              |
| Радмила Смиљанић       | Видосава                                       |
| Љубчо Лазарески        | Мики Носоња                                    |
| Мирјана Јоковић        | Сања Гајић                                     |
| Александар Срећковић   | Бабун                                          |
| Мира Фурлан            | Јагода Милетин, Миленкова жена                 |
| Драган Николић         | Мутави                                         |
| Небојша Глоговац       | Борин и Перин отац                             |
| Радмила Томовић        | Борина и Перина мајка                          |
| Ђорђе Ђуричко          | Светозар „Тоза“ Стефановић, Швабин деда        |
| Христина Поповић       | Барбара, проститутка                           |
| Данијела Штајнфелд     | Емануела                                       |
| Зринка Цвитешић        | Мара                                           |
| Емина Елор             | Катарина                                       |
| Милан Марић Шваба      | Дулетов сарадник „Киза“                        |
| Милован Филиповић      | Батушка, пумпаџија                             |
| Ивана Вукчевић         | Драганица                                      |
| Томо Курузовић         | газда                                          |
| Милан Чучиловић        | Луле                                           |
| Стефан Капичић         | Дизајнер Митровић Дечански                     |

## Музика
Музику за серију је компоновао Саша Лошић (Плави оркестар). Поред њега, у пројекту су учествовали Момчило Бајагић Бајага (Бајага и Инструктори), Душан Којић Која (Дисциплина кичме), Ђорђе Миљеновић Скај Виклер (Bad Copy) и Шабан Бајрамовић, коме је то било последње појављивање пре смрти.